# Уэлсли, Генри, 1-й барон Коули
Генри Уэлсли, 1-й барон Коули GCB (20 января 1773 — 27 апреля 1847) был британским дипломатом и политиком.

## Семья и образование
Уэлсли был пятым и младшим сыном Гаррета Уэлсли, 1-го графа Морнингтона, от достопочтенной Энн Хилл-Тревор, старшей дочери Артура Хилл-Тревора, 1-го виконта Данганнона. Он был младшим братом Артура Уэлсли, 1-го герцога Веллингтона, Ричарда Уэлсли, 1-го маркиза Уэлсли и Уильяма Уэлсли-Поула, 3-го графа Морнингтона. Обучался в Итоне и при дворе герцога Брауншвейгского. В 1790 году он приобрел звание энсина 40-го пехотного полка.

## Дипломатическая карьера
Дипломатическая карьера Уэлсли началась в 1791 году, когда он был назначен атташе британского посольства в Гааге. В следующем году он стал секретарём представительства в Стокгольме. В 1791 году он перешёл в 1-ю гренадерскую гвардию, а в 1793 году приобрёл чин лейтенанта. В 1794 году, когда он возвращался домой из Лиссабона со своей сестрой Анной, Уильям был взят в плен французами и оставался в тюрьме в разгар террора, освободившись лишь в 1795 году. Позже он был представителем Трима в Ирландской палате общин.
На парламентских выборах 1807 года он был избран в Палату общин Великобритании в качестве члена парламента как от Атлона в Ирландии, так и от Ай в Англии. Он решил представлять Ай и оставался его представителем до отставки в 1809 году .
В 1797 году Уэлсли сопровождал лорда Малмсбери в качестве секретаря в окончившейся неудачей миссии по переговорам о мире с французами в Лилле. Позже в том же году он отправился в Индию, где стал личным секретарем своего старшего брата лорда Морнингтона, нового генерал-губернатора. Он был в Индии между 1797 и 1799 годами, а затем с 1801 по 1802 годы и был весьма полезным помощником своего брата, заключая договоры с Майсуром и Аудом.
В 1802 году он вернулся в Европу, а на следующий год женился на леди Шарлотте Кадоган, от которой у него было три сына и дочь. В 1809 году она бросила его и сбежала с лордом Пэджетом, талантливым кавалерийским офицером. Его жена развелась с ним в Шотландии в 1810 году. Хотя поначалу это событие негативно отразилось на карьере Пэджета, поскольку он не мог служить под командованием брата Уильяма, Веллингтона, в Пиренейской войне из-за личной неприязни, позже Пэджет отличился при Веллингтоне в Ватерлоо.
В 1809 году Уэлсли стал британским посланником в Испании — его старший брат, теперь маркиз Уэлсли, стал министром иностранных дел, а его брат Артур (теперь виконт Веллингтон) был командующим англо-португальскими силами на Пиренейском полуострове. Вместе три брата помогли успешному проведению кампанию на Пиренеях, и в 1812 году Уэлсли был посвящен в рыцари. Он оставался послом в Испании до 1821 года, но нашел время снова жениться, на этот раз на леди Джорджиана Сесил, дочери маркиза Солсбери. В 1823 году Уэлсли стал послом в Австрии, где он оставался до 1831 года. Хотя он был близко знаком с министром иностранных дел Джорджем Каннингом, который попросил Уэлсли стать его секундантом в дуэли с лордом Каслри, Уэлсли чувствовал, что Каннинг не ценит его услуги, считая его позицию слишком соглашательской.
В январе 1828 года, благодаря влиянию его брата Веллингтона на премьер-министра лорда Годрича, Уэлсли был пожалован титул барона Коули из Уэлсли в графстве Сомерсет. Его последняя дипломатическая служба проходила в Париже в качестве посла Великобритании во Франции при администрациях Роберта Пиля в 1835 и 1841—1846 годах. В 1846 году Коули вышел на пенсию, но остался в Париже, где и умер в следующем году.

## Семья
Коули женился на леди Шарлотте, дочери Чарльза Кадогана, 1-го графа Кадогана, но развёлся в 1810 году после того, как Шарлотта сбежала с Генри Пэджетом, позднее 1-м маркизом Англси. Его старший сын, Генри Ричард Чарльз Уэлсли, пошёл по стопам своего отца в качестве дипломата, в течение пятнадцати лет возглавляя парижское посольство, и в конце концов был удостоен титула графом Коули. Другой сын, Джеральд Валериан Уэлсли, стал настоятелем Виндзора.